# Ertuğrul Osman
Ertuğrul Osman (Isztambul, 1912. augusztus 18. – Isztambul, 2009. szeptember 23.) herceg, az Oszmán Birodalom trónörököse, az Oszmán-dinasztia 43. feje 1994-től haláláig. II. Abdul-Hamid oszmán szultán unokája.

## Élete
Ertuğrul Osman tanult a Theresianumban és a Párizsi Politikai Tanulmányok Intézetében. 1933-től az USA-ban élt.
Kétszer nősült. Első feleségét, Gulda Twerskoy Hanım Efendit (1915–1985) 1947-ben vette nőül; míg második feleségét – a nála 28 évvel fiatalabb Zeynep Tarzi Hanım Efendit (1940–) –  1991-ben.

## Halála
Ertuğrul Osman 97 éves korában 2009. szeptember 23-án, Isztambulban hunyt el.